# Brooke Hogan
Brooke Ellen Bollea (Tampa (Florida), 5 mei 1988), beter bekend onder haar artiestennaam Brooke Hogan, is een Amerikaanse zangeres en een realitysoapster.

## Levensloop
Ze is het oudste kind van Terry Bollea (de professionele worstelaar Hulk Hogan) en zijn ex-vrouw Linda. Ze heeft ook nog een jongere broer genaamd Nick Hogan. Beiden kregen thuisonderwijs. Brooke Hogan was te zien in de realitysoaps Hogan Knows Best en Brooke Knows Best.
Brooke was ook actief bij de Amerikaanse worstelorganisatie, Total Nonstop Action Wrestling, van 2012 tot 2013, waar ze hoofdverantwoordelijke was van TNA Knockout.
Haar album Undiscovered kwam uit op 24 oktober 2006 in de Verenigde Staten en op 7 november 2006 in Canada. Het haalde de 28e plaats op de chat en de 1e plaats in de categorie Top Independent Albums. In totaal werden 1.222.590 platen verkocht wat haar een platina-album opleverde. Het album werd geproduceerd door Scott Storch en KayGee, en de leadsingle About Us (featuring Paul Wall) haalde nummer 33 in de VS, nummer 4 in het Verenigd Koninkrijk en nummer 1 op de lijst van VH1. Andere singles waren About Us Remix (featuring Kristin Hogan) en in 2007 For a Moment en Heaven Baby.

## Discografie
Studioalbums
- 2006: Undiscovered
- 2009: The Redemption

Singles
- 2004: Everything to Me
- 2006: About Us (featuring Paul Wall)
- 2009: Falling (featuring Stack$) / Hey Yo! (featuring Colby O'Donis)